# Brunn (Gemeinde Deutsch-Griffen)
Brunn, früher auch Brunn-Griffen, ist eine Ortschaft in der Gemeinde Deutsch-Griffen im Bezirk St. Veit an der Glan in Kärnten. Die Ortschaft hat 13 Einwohner (Stand 1. Jänner 2025).

## Lage
Brunn liegt etwa 2 km nordwestlich des Gemeindehauptorts, am sonnseitigen Hang bei der Quelle des Unterwieserbachs, einem Zubringer zum Lammbach, einem rechten Nebenbach des Griffenbachs.
Zur Ortschaft gehören die Höfe Wendel (Nr. 1; südlich benachbart die Häuser Nr. 4 und 6), Laich (Nr. 2; östlich benachbart lag einst Kumer), Schrauner (Schruner, Nr. 3) und Brunner (früher Anderl, Nr. 5).

## Geschichte
Ab Gründung der politischen Gemeinden Mitte des 19. Jahrhunderts gehörte Brunn zur Gemeinde Deutsch-Griffen. Am 8. Dezember 1926 brannte der Hof vulgo Laich vollständig ab. Bei der Kärntner Gemeindestrukturreform von 1973 kam der Ort an die damals neu errichtete Gemeinde Weitensfeld-Flattnitz, seit deren Auflösung 1991 gehört die Ortschaft wieder zur Gemeinde Deutsch-Griffen.

## Bevölkerungsentwicklung
Für die Ortschaft ermittelte man folgende Einwohnerzahlen:
- 1869: 6 Häuser, 36 Einwohner[3]
- 1880: 6 Häuser, 35 Einwohner[4]
- 1890: 6 Häuser, 37 Einwohner[5]
- 1900: 6 Häuser, 25 Einwohner[6]
- 1910: 6 Häuser, 28 Einwohner[7]
- 1923: 5 Häuser, 31 Einwohner[8]
- 1934: 43 Einwohner[9]
- 1961: 4 Häuser, 27 Einwohner[10]
- 2001: 6 Gebäude (davon 6 mit Hauptwohnsitz) mit 6 Wohnungen und 6 Haushalten; 18 Einwohner und 0 Nebenwohnsitzfälle; 0 Arbeitsstätten, 2 land- und forstwirtschaftliche Betriebe[11]
- 2011: 6 Gebäude, 19 Einwohner, 5 Haushalte, 1 Arbeitsstätte[12]
- 2021: 6 Gebäude, 14 Einwohner, 5 Haushalte, 4 Arbeitsstätten[13]